# Aliança Francesa
Aliança Francesa (em francês, Alliance française) é uma instituição sem fins lucrativos cujo objetivo é a promoção da língua e da cultura francesa fora da França. Para tanto, ela promove o ensino da língua francesa como língua estrangeira, expede diplomas específicos para atestar a competência e a proficiência linguísticas e promove eventos culturais diversos.

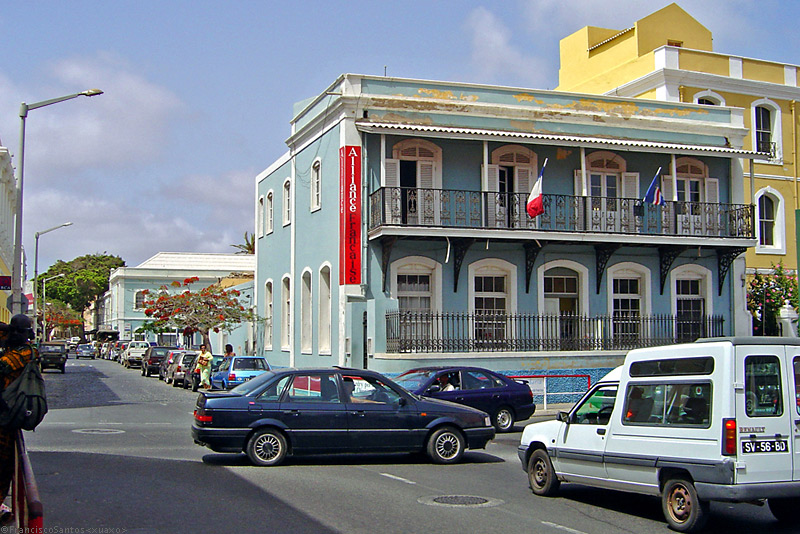
Alliance Française no Mindelo, ilha de São Vicente, Cabo Verde.

Os centros locais da Aliança Francesa nascem geralmente por iniciativa de pessoas e instituições dos próprios países onde ela vem a se instalar, sendo regidas pela legislação local. Cada centro goza de autonomia estatutária e financeira, funcionando como uma franquia face à matriz parisiense (Alliance française de Paris, com sede no Boulevard Raspail, nº 101, no 6º arrondissement, em Paris), a qual é a proprietária da marca "Aliança Francesa". No Brasil, "Aliança Francesa" é nome fantasia sob o qual atua a instituição. A Alliance française em Portugal forma, por ano, cerca de 3.000 estudantes: adultos, jovens e crianças, acolhidos nos seus respectivos estabelecimentos (grupos e individuais), e profissionais de empresas.[carece de fontes?]
Criada em 21 de julho de 1883 por um comitê de personalidades, dentre as quais Paul Cambon, Ferdinand de Lesseps, Louis Pasteur, Ernest Renan, Júlio Verne, Armand Colin, a Alliance française de Paris tem apenas cerca de 5% de sua receita advinda de subvenções do governo francês, sendo o restante oriundo dos valores pagos pelos estudantes por conta dos cursos ministrados.
Não havendo, portanto, repasse de verbas, cada Aliança local deve buscar seus próprios meios para obter recursos suficientes para sua manutenção.[carece de fontes?]
Um dos mais importantes vínculos entre a Alliance française de Paris e os centros locais diz respeito à expedição dos diplomas DELF (Diplôme d'Études en Langue Française, Diploma de Estudos em Língua Francesa) e DALF (Diplôme Approfondi de Langue Française, Diploma Aprofundado de Língua Francesa), os quais são reconhecidos pelo Ministério da Educação da França.